# Viola epipsila
Viola epipsila is een soort uit de viooltjesfamilie (Violaceae), die vooral te vinden is in veengebieden in Noord-Europa.
De plant lijkt zeer sterk op het algemenere moerasviooltje.

## Naamgeving enetymologie
- Engels: : Dwarf Marsh Violet
- Noors: Stor myrfiol
- Zweeds: Mossviol

De botanische naam Viola is Latijn voor 'purperen bloem'.

## Determinatie

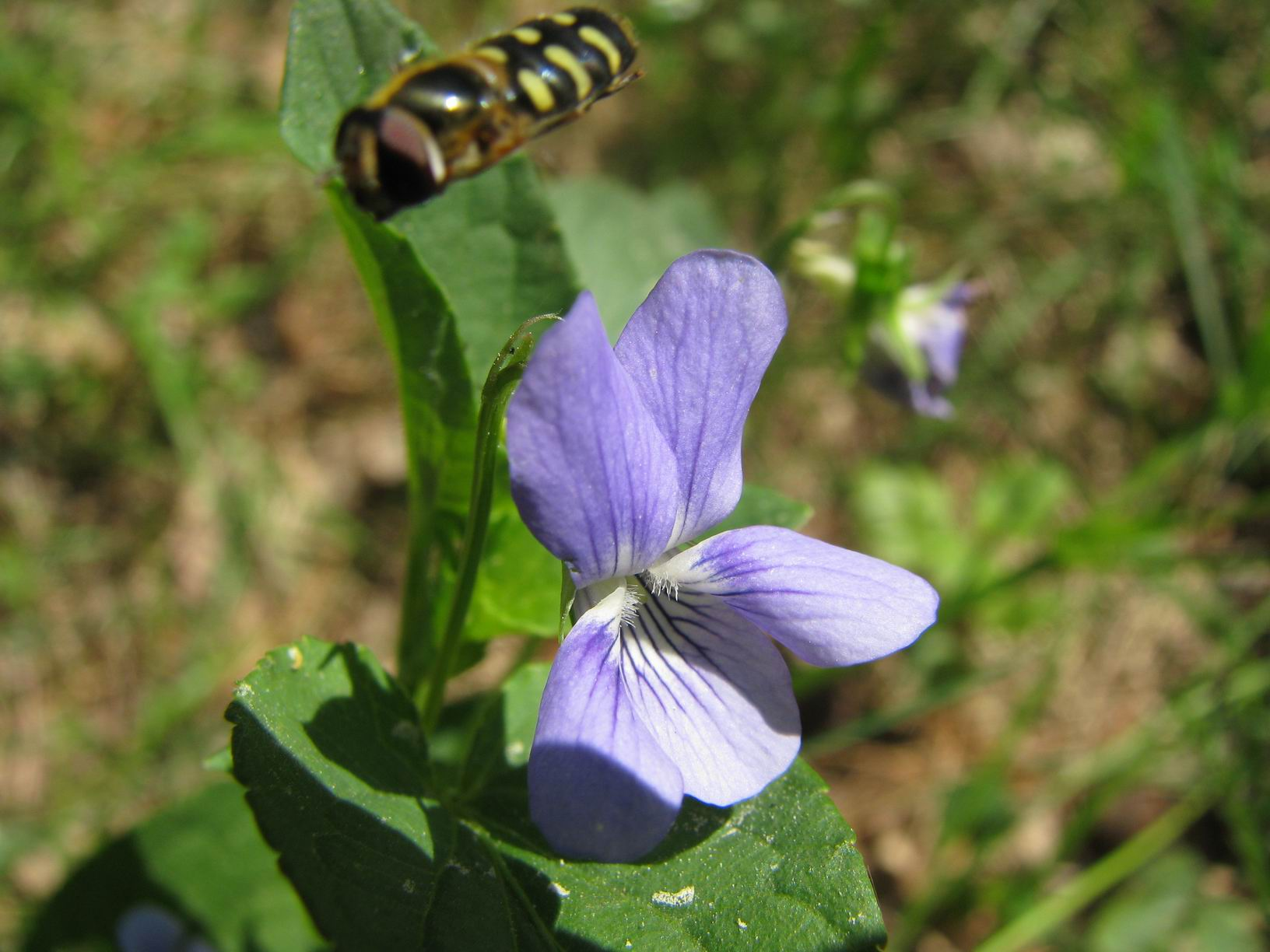
Detail van de bloem met schutblaadjes

Viola epipsila is een overblijvende, kruidachtige plant met een 8 tot 15 cm lange, opgerichte, onbehaarde bloemstengel. Hij plant zicht voort met een dunne, kruipende wortelstok. De fijn getande, hartvormige bladeren staan in een wortelrozet en zijn enkel aan de onderzijde op de nerven licht behaard.
De bloemen zijn 1,5 tot 2 cm groot, lichtpaars of wit en zwakgeurend. De bloemlip is paars geaderd. Er is een spoor aanwezig. De schutblaadjes bevinden zich boven het midden van de stengel, in tegenstelling tot die bij het moerasviooltje, die ongeveer in het midden van de stengel zijn ingeplant. V. epipsila bloeit van mei tot juni.
De vrucht is een 1 mm lange doosvrucht.

### Gelijkende taxa
V. epipsila kan onderscheiden worden van moerasviooltje door de iets langere bloemstengel, de hoger op de stengel geplaatste schutblaadjes, en de licht behaarde nerven op de onderzijde van de bladeren. Beide soorten komen voor in dezelfde biotopen.

## Ecologie
V. epipsila komt vooral voor in veengebieden, moerassen, vochtige bossen en beekoevers.

## Verspreiding
Het verspreidingsgebied strekt zich uit over Rusland, Finland, Scandinavië en in het noorden van de Verenigde Staten. De soort wordt als een relict uit de laatste ijstijd beschouwd.
... · 
V. arvensis (akkerviooltje) · 
V. ×bavarica (middelst bosviooltje) · 
V. biflora (tweebloemig viooltje) · 
V. calcarata (langsporig viooltje) · 
V. canina (hondsviooltje) · 
V. cornuta (hoornviooltje) · 
V. cryana · 
V. curtisii (duinviooltje) · 
V. epipsila · 
V. guestphalica (violette zinkviooltje) · 
V. hirta (ruig viooltje) · 
V. ircutiana · 
V. kusnezowiana · 
V. lutea · 
V. lutea subsp. calaminaria (zinkviooltje) · 
V. lutea subsp. lutea (geel viooltje) · 
V. lutea subsp. elegans ·
V. mirabilis (wonderviooltje) · 
V. odorata (maarts viooltje) · 
V. palustris (moerasviooltje) · 
V. persicifolia (melkviooltje) · 
V. pubescens · 
V. reichenbachiana (donkersporig bosviooltje) · 
V. riviniana (bleeksporig bosviooltje) · 
V. rupestris (zandviooltje) · 
V. tricolor (driekleurig viooltje) · 
...